# Thomas Wildemeersch
Thomas Wildemeersch (18 januari 2000) is een Belgisch voetballer die sinds 2023 uitkomt voor CS Entité Manageoise.

## Carrière
Wildemeersch sloot zich als kind aan bij de U7 van Sporting Charleroi. Hij doorliep alle jeugdrangen van de club en maakte op 17 maart 2019 zijn officiële debuut in het eerste elftal: op de laatste speeldag van de reguliere competitie van het seizoen 2018/19 mocht hij van trainer Felice Mazzu tegen KAS Eupen in de 87e minuut invallen voor Jérémy Perbet. Dat seizoen mocht hij ook twee keer meespelen in Play-off 2.
In het seizoen 2019/20 werd Wildemeersch uitgeleend aan Francs Borains, waar Charleroi-legende Dante Brogno trainer is. Hij werd er kampioen in Tweede klasse amateurs. Op het einde van het seizoen liet Charleroi weten dat er geen toekomst meer was voor hem op Mambourg. Een maand later tekende hij bij RAAL La Louvière in de Tweede afdeling.

## Clubstatistieken
| Seizoen         | Club               | Land            | Competitie             | Competitie | Competitie | Beker | Beker | Supercup | Supercup | Europees | Europees | Totaal | Totaal |
| Seizoen         | Club               | Land            | Competitie             | Wed.       | Dlp.       | Wed.  | Dlp.  | Wed.     | Dlp.     | Wed.     | Dlp.     | Wed.   | Dlp.   |
| --------------- | ------------------ | --------------- | ---------------------- | ---------- | ---------- | ----- | ----- | -------- | -------- | -------- | -------- | ------ | ------ |
| 2018/19         | Sporting Charleroi | Vlag van België | Jupiler Pro League     | 3          | 0          | 0     | 0     | —        | —        | —        | —        | 3      | 0      |
| 2019/20         | → Francs Borains   | Vlag van België | Tweede klasse amateurs | 15         | 1          | 1     | 0     | —        | —        | —        | —        | 16     | 1      |
| 2020/21         | RAAL La Louvière   | Vlag van België | Tweede afdeling        | 0          | 0          | 0     | 0     | —        | —        | —        | —        | 0      | 0      |
| Carrière totaal | Carrière totaal    | Carrière totaal | Carrière totaal        | 18         | 1          | 1     | 0     | 0        | 0        | 0        | 0        | 19     | 1      |

Bijgewerkt op 22 juli 2020.